# Torreón de Lozoya
El Torreón de Lozoya es uno de los edificios más emblemáticos de la arquitectura civil de la ciudad de Segovia.
Se trata de un complejo palacial de dos torres, patio y jardín con galería porticada. Una casa fuerte torreada muy frecuente en Segovia entre los siglos XIII y XV.
Dispone de una gran torre que le da nombre y entrada, así como otra torre menor, alineada con la primera a una cierta distancia, de modo que el complejo inicial contaba con una cuidada defensa que evidencia los conflictos vividos en Segovia en su Baja Edad Media.

## Arquitectura e historia
La gran torre, con sus 8 por 9 metros de planta y 25 metros de altura, antecede a todo el complejo y exterioriza la idiosincrasia señorial de sus dueños. Desde ella se puede contemplar una panorámica de la ciudad y su entorno en 360 grados al resguardo de la intemperie gracias a sus ventanales. Estos se pueden retirar para realizar fotografías y videos con total nitidez.
La puerta principal cuenta con una alargada saetera que permite observar lo que ocurre en el exterior y hostigar a posibles asaltantes. Como ocurre en el interior de varias torres-puerta desde época emiral, la circulación en el zaguán está sujeta a quiebros, dado que su planta rectangular adopta un acceso en recodo; un préstamo de la arquitectura militar que dificultaba la entrada directa del enemigo.

La convergencia de las dos corrientes europeas del esgrafiado -una de raigambre mudéjar y otra renacentista- hacen del Torreón de Lozoya un edificio único en el mundo.
Se le llama «de Lozoya» por el nombre de la última familia solariega segoviana que lo habitó.
En la penúltima planta de la torre se conservan numerosos grafitos pintados con tizones de carbón que atestiguan que los vigilantes del inmueble se calentarían con braseros. Los motivos dibujados son de muy variada índole, desde barcos y castillos, a inscripciones, signos fálicos y dragones; quizá estos últimos –muy detallados- sean plasmación de la desaparecida Tarasca que procesionaba en la fiesta de Corpus Christi. Durante la Guerra Civil, momento en el que el inmueble estaba ocupado por un colegio de Madres Concepcionistas, se hicieron nuevos grafitos por parte de las alumnas, a las que se encargó vigilar la posible amenaza de aviones procedentes del frente de la sierra.

El edificio contiene restos de un «caldarium» que hablan de una antigua presencia romana en el mismo solar, si bien su conjunto se data entre los siglos xv y xvi, fusionando elementos del Gótico final –con influencia mudéjar- y el Renacimiento. La torre castellana que le da nombre, otra torre más pequeña y el primitivo patio conformaban el conjunto construido en la tradicional fábrica de mampostería caliza y ladrillo, cuyos sillares externos se decoraron luego con esgrafiados geométrico de herencia mudéjar, representando «circunferencias tangentes salpicadas con pedacitos de escorias».

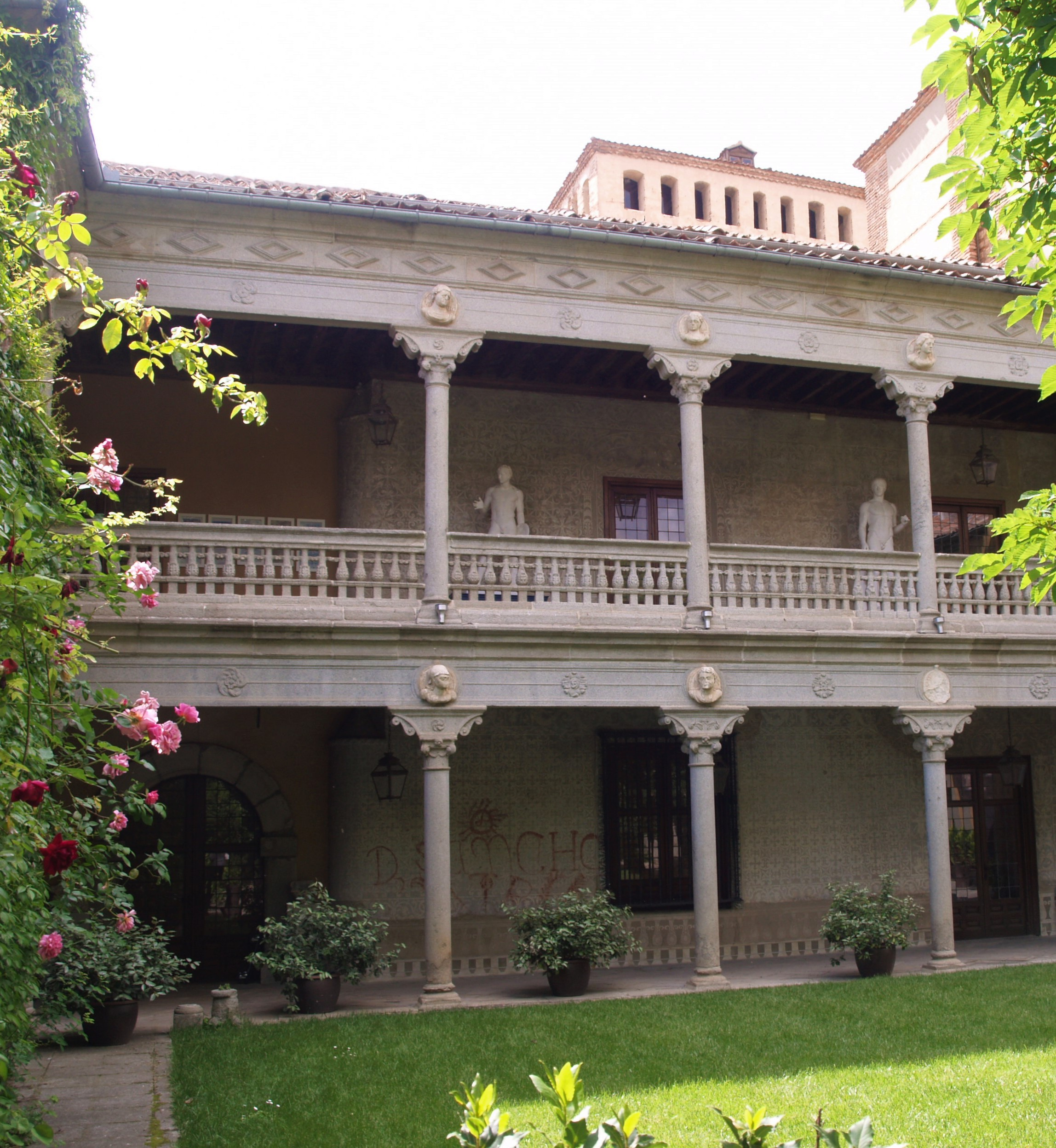
Parte del jardín y su galería porticada con el torreón sobresaliendo.En el piso superior, cuatro estatuas romanas parecen vigilar a los visitantes ante el magnífico esgrafiado que adorna la pared. En el inferior cabe destacar que se mantiene un vitor de un antiguo doctorado.

En 1563, Francisco de Eraso, Secretario de Cámara y Consejero de Estado de Carlos I y luego Consejero de Hacienda e Indias de Felipe II, transformó los dos patios (uno de ellos con galería renacentista), la gran escalera y la portada adovelada para el acceso de caballerías al pie del propio torreón. Ese segundo periodo constructivo se hizo con granito como material preferente, y una decoración de medallones en piedra caliza, labrados con efigies de emperadores romanos, de clara estética italianizante.

## Restauración
En 1968 se le encargó al arquitecto Joaquín Vaquero Palacios la rehabilitación del conjunto —adquirido por la Caja de Ahorros de Segovia—  dedicando parte del espacio a sala de exposiciones itinerantes y museo temporal. Las salas del antiguo palacio ocupan una superficie de 361,61 m², a la que hay que añadir los 185,76 m² de las salas de las antiguas caballerizas.
La Fundación Torreón de Lozoya tiene habilitada una sala de actos con capacidad para 90 personas para conferencias, presentaciones, entregas de premios, y actos varios.
En su jardín interior se realizan diversos eventos del Hay Festival y Titirimundi, además de aprovecharse para conciertos, espectáculos o desfiles.

## Tienda-Librería
Mantiene una tienda-librería en su patio renacentista donde se pueden conseguir más de 13.000 artículos entre libros, música, obras de arte, numismática, antigüedades y mobiliario.
En ella se adquieren los tickets para acceder hasta la última planta de la torre, visitar el antiguo palacio, su museo, y pasear por la galería del jardín. Todo en su conjunto hacer sentir el poder señorial que un día existió en el lugar.
```
   La gran torre, el palacio y sus estancias, el jardín y su galería, se pueden alquilar para uso privado en eventos como bodas, comuniones, convenciones, cócteles o veladas.
 
```